# Amantiglio
L'amantiglio, nelle imbarcazioni a vela, è una manovra corrente fissata tra la testa d'albero e l'estremità del boma e serve, quando la randa è ammainata, per sostenerne il peso mantenendo il boma stesso in posizione  orizzontale.
Quando invece la randa è issata, questo cavo viene allentato; anziché all'estremità del boma, può essere fissato all'estremità del tangone per manovrare il gennaker o lo spinnaker.  